# Торговище (Пермский край)
Торговище — село в составе Суксунского городского округа в Пермском крае.

## Географическое положение
Село расположено в южной части округа на левом берегу реки Сылва на расстоянии примерно 14 километров по прямой на юго-восток от поселка Суксун.

## Климат
Климат континентальный. Зима продолжительная, снежная. Средняя температура января −16 °C. Лето умеренно-тёплое. Самый тёплый месяц — июль. Средняя температура июля +18 °C. Длительность периода с температурой более 10 °C соответствует периоду активной вегетации и составляет 120 дней, с температурой более 15 °C — 70 дней. Последние заморозки прекращаются в третьей декаде мая, а в отдельные годы — конце апреля или начале июня. Атмосферные осадки выпадают в количестве 470—500 мм в год.

## История
Село упоминается с 1671 года как Торговишский острожек, позднее как «село Торговишское, Острожек тож». Данная местность служила местом торговли ещё до основания поселения. Деревянные укрепления были разобраны в конце XVIII века, от них осталась только сторожевая Спасская башня, которая в советское время была перевезена в архитектурно-этнографический музей «Хохловка».
Во второй половине XVII века была построена Иоанно-Предтеченская деревянная церковь, горевшая дважды — в 1740 и в 1908 годах. Также в селе имелась Зосимо-Савватиевская церковь, построенная в 1701 году и уничтоженная в советские годы, за исключением частично сохранившейся колокольни.
В советское время работал колхоз имени Свердлова, преемником которого является нынешний колхоз «Торговищенский». До 2019 входило в состав Ключевского сельского поселения Суксунского района, после упразднения которых входит непосредственно в состав Суксунского городского округа.

## Достопримечательности
Деревянная колокольня, сохранившаяся от Зосимо-Савватиевской церкви.

## Население
Постоянное население составляло 414 человек в 2002 году (100 % русские), 356 человек в 2010 году.